# Суперкубок Оману з футболу 2023
Суперкубок Оману з футболу 2023  — 21-й розіграш турніру. Матч відбувся 7 грудня 2023 року між чемпіоном і володарем кубка Оману клубом Ан-Нагда та фіналістом кубка Оману клубом Аль-Сіб.
| Володар Суперкубка Оману 2023 |
| ----------------------------- |
|                               |
| Аль-Сіб Третій титул          |

## Матч

### Деталі
| 7 грудня 2023 16:30 (EEST) |

| Ан-Нагда        | 1:3      | Аль-Сіб                  |
| --------------- | -------- | ------------------------ |
| Аль-Матруші 14' | Протокол | аль-Мукбалі 3', 29', 37' |

| Регіональний спорткомплекс, Сухар |